# Mladen Kocić
Mladen Kocić (in serbo Младен Коцић?; Niš, 22 ottobre 1988) è un giocatore di calcio a 5 serbo.

## Carriera
Con la Nazionale di calcio a 5 della Serbia, Kocić ha disputato finora due edizioni della Coppa del Mondo e cinque campionati europei. A livello di club, il pivot ha militato per lungo tempo nell'Ekonomac, con il quale ha vinto sette campionati serbi, proseguendo poi la carriera nel Nacional Zagabria e nel Tjumen'.

## Palmarès
- Campionato serbo: 7
Ekonomac: 2007-08, 2008-09, 2009-10, 2010-11, 2011-12, 2012-13, 2013-14
- Campionato croato: 2
Nacional Zagabria: 2014-15, 2015-16
- Campionato russo: 1
Tjumen': 2018-19